# Swede 55
Swede 55 är en entyps segelbåt konstruerad av Knud H Reimers 1974-75, byggd i 27 exemplar av Fisksätra varv under åren 1976-1979. Fler båtar byggdes sedan av ACVA Båt AB m.fl.

## Historik
Ursprunget till båten kommer från idéer och initiativ av industrimannen och entreprenören Olof Hildebrand. Sven Olof Ridder var likaså engagerad vid konstruktionen av undervattenskroppen (köl och roder). Den byggdes av Fisksätra varv i 27 exemplar åren 1976-1979, och blev rätt uppmärksammad i båtpressen när den var ny. 

## Utforming
Båten har sju kojer, navigeringsbord, pentry, akterruff, toalett, varmvatten och inombordsmotor. Den byggdes i glasfiberarmerad plast. Nybyggd försågs båten med en Volvo Penta dieselmotor MD11C (23hk) eller MD17C (35 hp) och Volvo Pentas nya Saildrive 110S. Segelarean i krysstället var 74 m², men idag (2020) har några av båtarna större segelarea och starkare motor.
Konstruktören har utgått från skärgårdskryssaren och andra långsmala båtar som den uppvisar likheter med. Swede 55 kan dock inte mäta in som skärgårdskryssare eftersom rodrets placering strider mot skärgårdskryssarregeln. Det förekommer olika mått och deplacement på båten beroende på källa. Båten blev tyngre än planerat deplacement. De som är angivna i faktarutan skall ses som typiska. Flera av båtarna har fått högre mast, och på några har förstaget flyttats fram.
Mast och bom levererades från Seldén i Sverige. Angiven masthöjd är över vattenytan. Masten står på däck med kraftig konstruktion under. Alla fall är dragna inuti masten och till ruffens akterkant vid sittbrunnen.

## Spridning
Båten har både som ny och begagnad exporterats till många delar av världen och omskrivs för sin snabbhet (lystal=1,27 ). Idag (2017) bedöms knappt hälften av båtarna befinnas i Sverige, men finns även i USA, Frankrike, Portugal, Danmark, Finland, Tyskland och på ön Guam i Stilla Havet.

## Efter nedläggningen av Fisksätra varv
Efter det att varvet lades ner 1979, hamnade Swede 55-formarna, mallar med mera hos ACVA Båt AB i Nyköping där ytterligare ett antal båtar (7 st) byggdes, nr 28-34. Dessa var både hel- och halvfabrikat. Ett antal av dessa båtar beställdes till USA, där båten hade ett gott rykte.
År 1988 gjordes ett försök av Olof Hildebrand att återlansera båten som Swede 75. Två båtar byggdes, en gick till England och en till Tyskland. Den tyske Swede 55-seglaren Erdmann Braschos var inblandad i det försöket. Sedan början av nittiotalet är han specialiserad på båten och erbjuder rådgivning, reservdelar via Swedesail. Hans webbplats erbjuder mycket bakgrund om båten och alla varianter. Under decennier har han forskat fram många uppgifter och till och med ett båtregister över hela flottan så långt det är känt.

### Swede 55 Vortex
Swede 55 Vortex (nr 35) byggdes 1990 i USA. Vortex byggdes i kallbakad fanér av Brooklin Boat Yard. Knud Reimers var engagerad och anpassade ritningar och konstruktionen efter beställarens önskemål.